# Cultura de Maldivas
La cultura de las Maldivas proviene de diversas fuentes, la más importante de todas, es su proximidad a las costas de Sri Lanka y la India del Sur. La población es mayoritariamente Indo-Aria desde el punto de vista antropológico. La lengua es de origen indo-iraní sánscrito, que apunta a una influencia posterior en el norte del subcontinente. El idioma Dhivehi está estrechamente relacionado con el idioma cingalés. Según las leyendas, la dinastía real que gobernó el país en el pasado tiene su origen allí. Es posible que estos antiguos reyes llevaran el budismo del subcontinente, pero no está claro. En Sri Lanka existen leyendas similares, pero es improbable que los antiguos miembros de la realeza de las Maldivas trajeran el budismo a la isla, porque ninguna de las crónicas de Sri Lanka menciona a las Maldivas. Es poco probable que las antiguas crónicas de Sri Lanka no hayan mencionado las Maldivas, si estas fueran una rama de su reino que se habría extendido a las Islas Maldivas. Desde el siglo XII a. C. se encuentran influencias de Arabia Saudita en la lengua y la cultura de las Maldivas gracias a la conversión general al islam en el siglo XII, y su ubicación como cruce comercial en el Océano Índico central. En la cultura de la isla hay pocos elementos de origen africano y de los esclavos traídos a la corte por la familia real y la nobleza de sus viajes a Arabia Hajj en el pasado. Hay islas como Feridhu y Maalhos en el norte de Atolón Ari, y en el sur de Goidhu Maalhosmadulhu Atoll donde muchos de los habitantes cuyos antepasados son liberados los esclavos africanos.

## Música y danza
Las Maldivas tienen afinidad culturalmente con el norte de la India a través de su lenguaje, que está relacionada con las lenguas de este. Las Generaciones anteriores prefieren ver películas en hindi y le gusta escuchar canciones en hindi. Muchas canciones populares de Maldivas se basan en melodías hindi. La razón es el lenguaje, los ritmos y cadencias similares que desarrollan. De hecho, es muy fácil para los habitantes de las Maldivas para encajar letras locales en una canción hindú. Canciones de Bollywood son algunas de las canciones más populares en Maldivas, especialmente los más antiguos de Mohammad Rafi, Mukesh, Lata Mangeshkar, Asha Bhonsle. Por lo tanto la mayoría de los bailes de las Maldivas y canciones locales se basan en (o tienen influencia de) bailes del norte de la India Kathak y canciones Hindi.
El instrumento musical favorito de los habitantes de las Maldivas es el bulbul, una especie de acordeón horizontal. Este instrumento también se utiliza para acompañar cantos devocionales, como Maulud y Maadhaha. El Bodu Beru (literalmente "tambor grande") actuaciones con tambores, se dice que tienen raíces africanas.

## Matrimonio
La cultura de Maldivas comparte muchos aspectos de una fuerte tradición matriarcal, con la antigua cultura Dravidian. Una característica única de la sociedad de Maldivas es una tasa de divorcios muy alta para los estándares ya sea del sur de Asia o islámico. Esto no es así en el caso de Minicoy, donde los matrimonios son más estables.

## Industria cinematográfica
Las Maldivas tienen su propia industria cinematográfica.
- Datos: Q288576
- Multimedia: Culture of the Maldives / Q288576